# Віреон білоокий
Віреон білоокий (Vireo griseus) — вид горобцеподібних птахів родини віреонових (Vireonidae).

## Поширення
Птах гніздиться на півночі центральної та південно-східної частини Сполучених Штатів. Взимку мігрує до Мексики, а далі на південь до Гондурасу і на Кубу. Цілорічно трапляється у Флориді, на півдні Техасу, північному сході Мексики та на Бермудських островах. Крім того, його присутність зафіксована на Багамських островах, у Белізі, Канаді, Кайманових островах, Колумбії, Коста-Риці, Гваделупі, Гватемалі, Нікарагуа, Пуерто-Рико, Теркс і Кайкосі і Віргінських островах. Мешкає у районах з густим листяним вторинним чагарником, узліссями та високими травами.

## Опис
Дрібний птах, завдовжки від 13 до 15 см. Голова і спина сірувато-оливкові, а нижня частина тіла біла з жовтими боками. Крила і хвіст темного кольору, а на кожному крилі є дві білі смужки. Очі мають білі райдужки і оточені жовтими окулярами. Статі схожі.

## Спосіб життя
У період розмноження раціон цього виду складається майже виключно з комах, переважно гусениць. Восени і взимку доповнює свій раціон ягодами. Чашоподібне гніздо збудоване з трав, скріплених павутиною до розвилки на гілці дерева. Відкладає 3-5 темних яєць з білими плямами. І самець, і самиця висиджують яйця почергово протягом 12-16 днів. Молодняк залишає гніздо через 9-11 днів після вилуплення.

## Підвиди
- Група griseus:
  - Vireo griseus noveboracensis (Gmelin, 1789) — північ центральних США (Небраска, Іллінойс та Індіана на схід до Нью-Йорка та Коннектикуту, на південь до Алабами); мігрує на південний схід Мексики та на південь до Гондурасу, а також на Кубу.
  - Vireo griseus griseus (Boddaert, 1783) — південний схід США (прибережна рівнина від Вірджинії до Північної Флориди та на захід до Техасу); мігрує переважно до південно-східної Мексики, північної Гватемали, Белізу і північного Гондурасу.
  - Vireo griseus maynardi Brewster, 1887 — Південна Флорида.
  - Vireo griseus bermudianus Bangs & Bradlee, 1901 — Бермуди.
  - Vireo griseus micrus Nelson, 1899 — південний Техас) і північний схід Мексики.

- Група perquisitor/marshalli:
  - Vireo griseus marshalli A. R. Phillips, 1991 — схід центральної Мексики.
  - Vireo griseus perquisitor Nelson, 1900 — східна Мексика.